# Immunmodulerande behandling
Immunmodulerande behandling innebär behandling av allergiska och andra sjukdomar med medel som påverka immunsystemet
Till dessa behandlingar hör inom allergologin allergenspecifik immunterapi som injektionsbehandling, allergenspecifik immunterapi för sublingual behandling och terapi med monoklonala IgE-antikroppar i injektionsform.